# Nozawa Takuya
Takuya Nozawa (sinh ngày 12 tháng 8 năm 1981) là một cầu thủ bóng đá người Nhật Bản.

## Sự nghiệp câu lạc bộ
Takuya Nozawa đã từng chơi cho Kashima Antlers, Vissel Kobe và Vegalta Sendai.